# Ajuda humanitària
L'ajuda humanitària és aquella assistència material o logística puntual, proveïda per raons humanitàries normalment com a resposta a crisis puntuals; desastres naturals, guerres o epidèmies, entre d'altres. Generalment segueix els principis humanitàris d'imparcialitat, neutralitat, humanitat i independència operacional. L'objectiu principal de l'ajuda és salvar vides, alleugerir el sofriment de les poblacions locals i mantenir la dignitat humana: és una forma d'ajuda que respon a les necessitats bàsiques o d'urgència de la població; per combatre la fam o el risc de manca d'aliments, millorar la salubritat de les poblacions, la reconstrucció d'infraestructures després de sinistres, la xarxa educativa del país, la protecció a la infància i a les poblacions vulnerables.

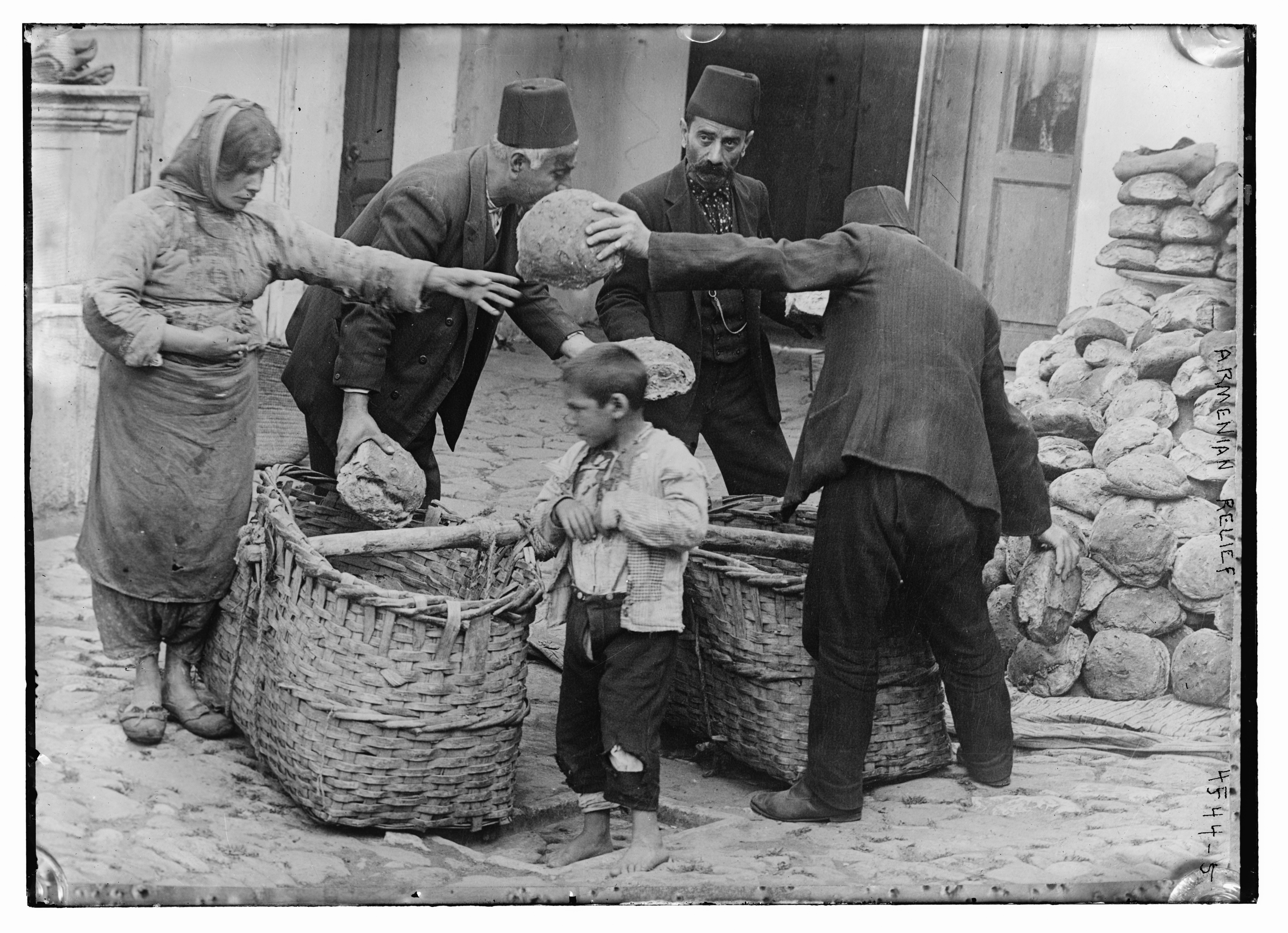
Dona i nen armenis aconseguint ajuda durant els anys 20

L'ajuda bé pot ser econòmica, amb transferències financeres que permetin l'adquisició de productes de primera necessitat a mercats locals; o material, amb la donació d'aliments o equips de primera necessitat (potabilització d'aigua, material mèdic...). Val a dir que també és rellevant el factor humà; l'ajuda preveu l'enviament de professionals que intervenen directament en el lloc, els anomenats cooperants.
El caràcter immediat i supletòri de l'ajuda humanitària la distingeix de l'Ajuda al Desenvolupament, que busca revertir les condicions socioeconòmiques adverses d'un país i les seves conseqüències sobre la població local a mitjà i llarg termini; mentre que l'Ajuda humanitària és una resposta a curt termini, que pretén pal·liar una contingència adversa pel país receptor.

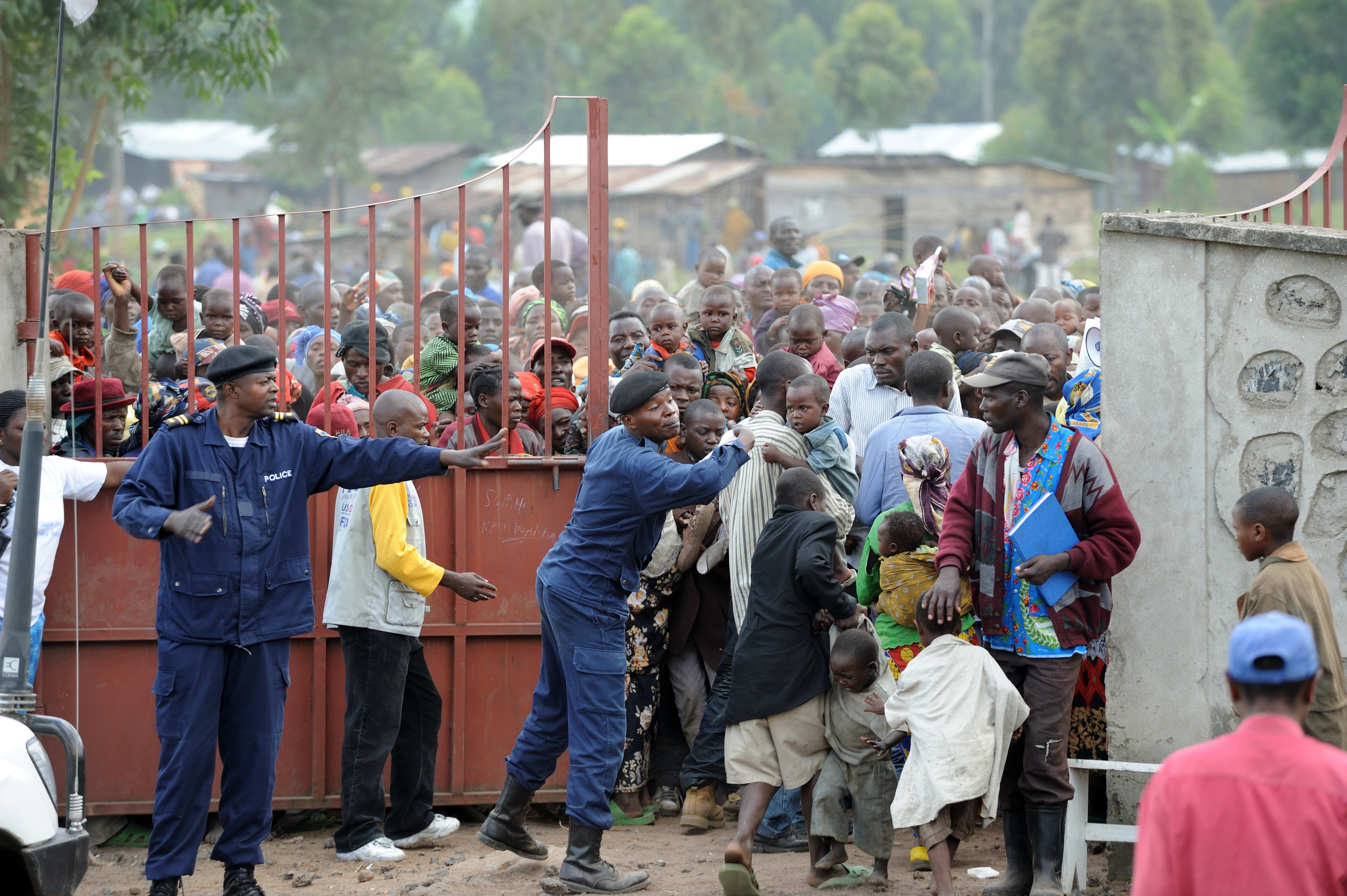
Distribució d'Ajuda Humanitària al Congo, durant el 2008

## Inicis
Els principis de l'Ajuda Humanitària organitzada poden ubicar-se en els finals del segle xix. Un d'aquests primers exemples és la resposta donada davant la Gran fam xinesa de 1876 a 1879, que s'inicia per una sequera al nord de la mateixa Xina i va donar peu a successives males collites. Existia el risc que 10 milions de persones morisin de fam.
És llavors quan el missioner britànic Timothy Richard va demanar atenció internacional per a la fam que estava ocorreguent a Shandong durant l'estiu del 1876, apel·lant a la comunitat internacional establerta a Shanghai perquè col·laborés financerament. Es va establir el Shandong Famine Relief Committee (Comite d'Ajuda a la Fam de Shandong, en català), on hi participaren diplomàtics, homes de negocis i missioners tan protestans com catòlics. Es va obrir també una via internacional per sol·licitar donacions; un esforç que va dur al país el que avui serien 10 milions de dòlars.

## Finançament
L'ajuda es basa en donacions individuals, corporatives i governamentals. El finançament i provisió d'aquesta ajuda s'està tornant cada cop més en internacional: grans centres logístics que coordinen una resposta ordenada i transnacional a un desastre puntual, per exemple (vegeu el Fons Central d'Intervenció d'Urgència). Les Nacions Unides també tenen el seu organisme; l'Oficina per a la Coordinació de l'Ajuda Humanitària; que coordina l'ajuda internacional en resposta a una emergència o crisis d'acord amb la Resolució 46/182 de l'Assemblea General de les Nacions Unides.

## Composició
El nombre total de treballadors dedicats a l'Ajuda Humanitària ha estat calculat recentment per l'ALNAP en 210.800, dels quals un 50% pertanyen a ONG's, el 25% a la Creu roja internacional o la Mitja Lluna Roja, i un altre 25% al sistema de Nacions Unides.
Les mateixes xifres diuen que els treballadors de camp que es dediquen a aquest sector s'ha incrementat en un 6% en els darrers 10 anys.